# المتحف الهندي
المتحف الهندي (بالإنجليزية: Indian Museum)‏ هو متحف متعدد التخصصات في كلكتا. تأسس المتحف في سنة 1814 على يد عالم النبات الدنماركي ناثانيال واليش.
المتحف الهندي هو واحد من أقدم المتاحف في العالم، وأولها من حيث الحجم في منطقة آسيا والمحيط الهادئ، خلال الفترة الممتدة بين 1814 و1878.

## تاريخ
تعود الفكرة الأصلية لتاسيس المتحف الهندي إلى الجمعية الآسيوية البنغالية، التي أسسها السير ويليام جونز سنة 1784. حيث بدأ كل ذلك في 1796 كفكرة بسيطة بمبادرة من أعضاء الجمعية الآسيوية، الذين كانو في حاجة لمكان لجمع الأشياء التاريخية المصنوعة والطبيعية، ورعايتها من التلف وعرضها في الوقت ذاته.
بحلول سنة 1818، سرعان ما تحولت الفكرة إلى واقع يمكن تطبيقه، عندما عرضت حكومة الهند على الجمعية سكنا ملائما للمتحف في منطقة شورينغهي بارك.
مطلع سنة 1814 وبالضبط في الثاني من فبراير، كتب عالم النبات الدنماركي ناثانيال واليش، رسالة عبر فيها عن تأييده لتشكيل المتحف في كلكتا. بالنسبة له فالمتحف سيتألف من قسمين؛ واحد مختص في الآثار وعلم الأعراق، وأخر جيولوجي وحيواني.
بدأ المتحف كقاعة لعرض بعض العينات النباتية التي تبرع بها واليتش للمتحف من مجموعته الشخصية.
بعد استقالة واليتش، تلقى القيمون أجورا تتراوح بين 50 و 200 روبية شهريا. دفعت الجمعية الآسيوية هذا الراتب إلى غاية سنة 1836، انطلاقا من هذه السنة تكلفت الحكومة بدفع هذه الرواتب، كما وافقت أيضا على دفع منحة مؤقتة قدرها 200 روبية شهريا لصيانة المتحف والمكتبة.
في سنة 1840، أخذت الحكومة الهندية اهتماما شديدا بالجيولوجيا والموارد المعدنية، الشئ الذي جعلها تقدم إعانة إضافية قدرها 250 روبية في الشهر للقسم الجيولوجي وحده.
بعد أن أصبح المتحف في حاجة كبيرى لمبنى آخر من أجل توسيع نشاطاته، قام «والتر جرانفيل» بتصميم مبنى جديد، أصبح جاهزا في 1875،  بتكلفة وصلت إلى 1,40,000 روبية. حصل في سنة 1879 على جزء من مجموعة «متحف الهند» (ساوث كنزنغتون) عندما كانت متناثرة.

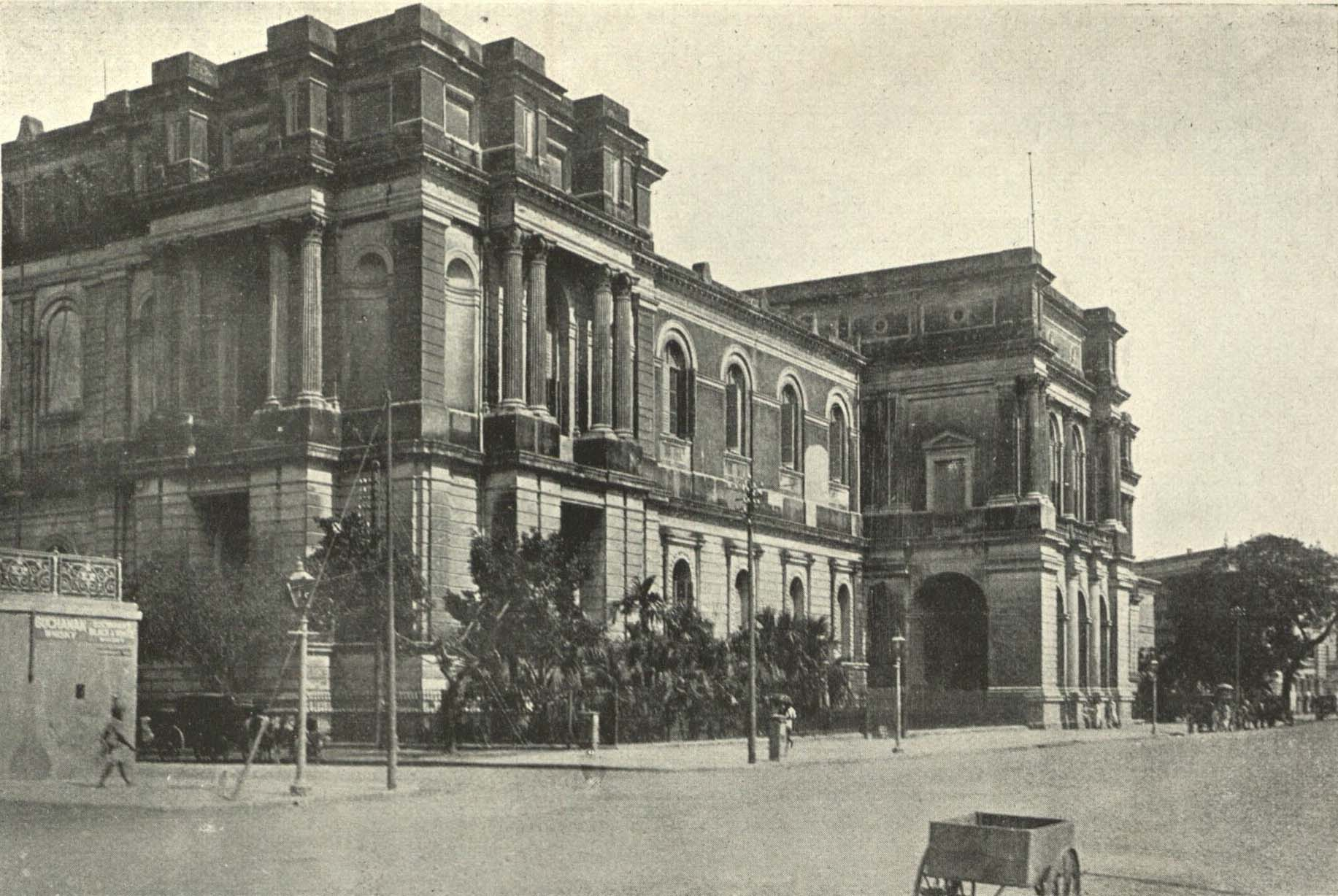
صورة للمتحف الهندي في سنة 1905.

ساهمت أقسام الحيوان والأنثروبولوجيا في المتحف في مسح ودراسة المحتوى الحيواني للهند سنة 1916، وأيضا في المسح الأنثروبولوجي للهند الذي أقيم سنة 1945.
تولى عالم التشريح الإسكتلندي وعلم الحيوان جون أندرسون منصب أمين المتحف سنة 1865، فقام بفهرسة وأرشفة مجموعات من الثدييات.
عالم الحيوان الإنجليزي جيمس وود ماسون، بدوره إشتغل بالمتحف انطلاقا من سنة 1869، وتقلد أيضا منصب محافظ المتحف سنة 1887.

## الأقسام والإدارة
يتألف المتحف من ستة أقسام تضم خمسة وثلاثين صالة عرض ثقافية وعلمية. وتشمل هذه الأقسام كل من الفن، علم الآثار، الأنثروبولوجيا، الجيولوجيا، علم الحيوان، وعلم النبات الاقتصادي.
العديد من العينات النادرة الهندية والغير هندية؛ المتعلقة بالعلوم الإنسانية والعلوم الطبيعية يتم عرضها في صالات العرض المخصص لها في كل زاوية من هذه الأقسام.
مسؤولية أقسام المتحف الستة توجد على عاتق مجلس الإدارة. هذ الأخيرة التي تنقسم بدورها إلى ثماني وحدات تنسيق فيما بينها، وهي: وحدة التعليم، الحفظ، النشر، العرض، التصوير الفوتوغرافي، الطب، النمذجة والمكتبة.
تعد هذ المؤسسة المتحفية منظمة مستقلة تخضع لإشراف إشراف وزارة الثقافة الهندية، وأيضا مؤسسة متعددة التخصصات والأنشطة، تصنف كمؤسسة ذات أهمية وطنية وفقا للجدول السابع لدستور الهند.
المتحف الهندي حاليا هو تحت إدارة الدكتور بهارجافياما فينوغوبال. بسبب أعمال الترميم والتحديث، أغلق المتحف أمام الزوار في 1 سبتمبر سنة 2013، وأعيد فتحه من جديد في 3 فبراير سنة 2014.

## بعض من معروضات المتحف[14]

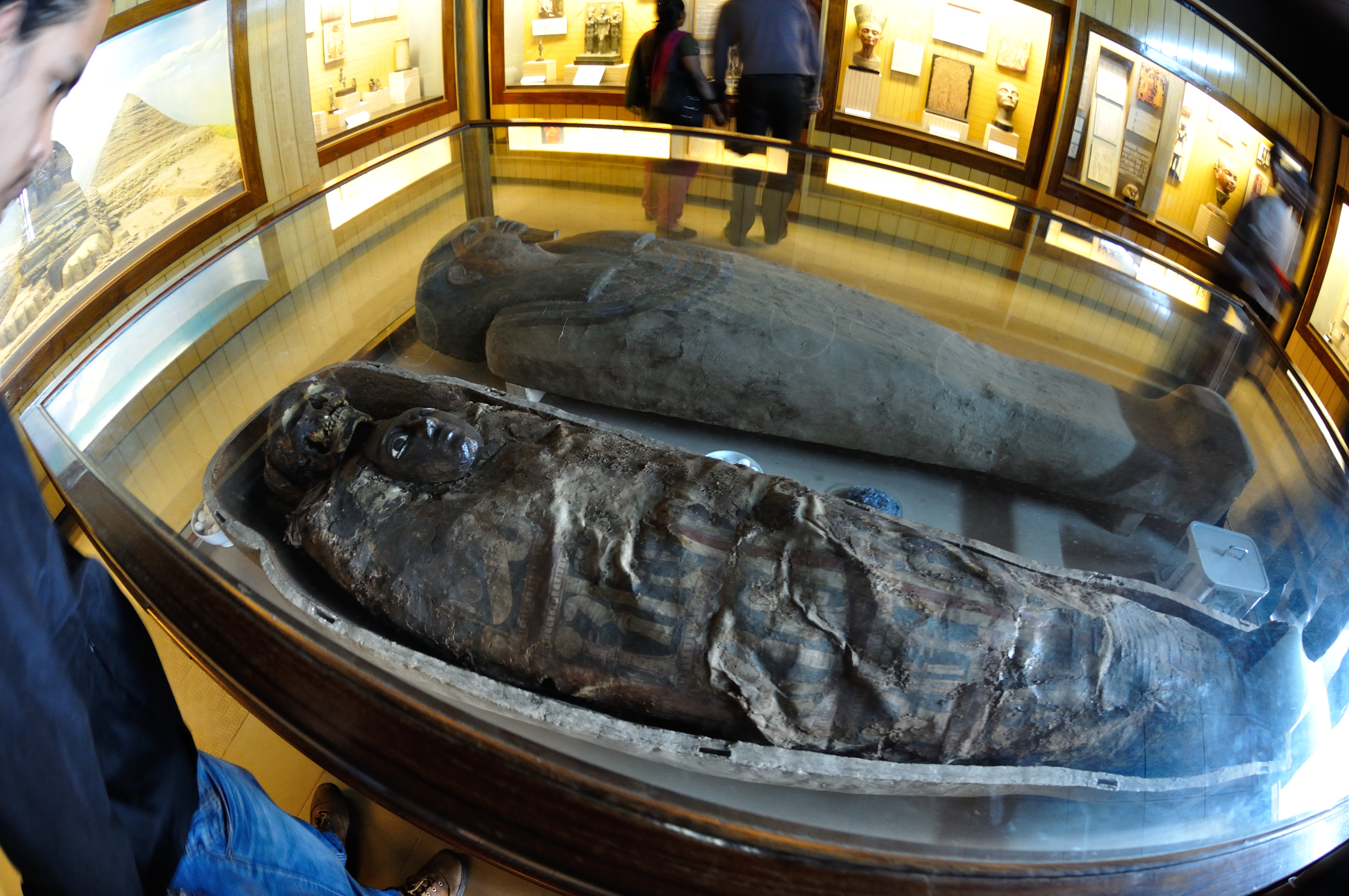
مومياء مصرية يعود تاريخها إلى حوالي 4,000 سنة
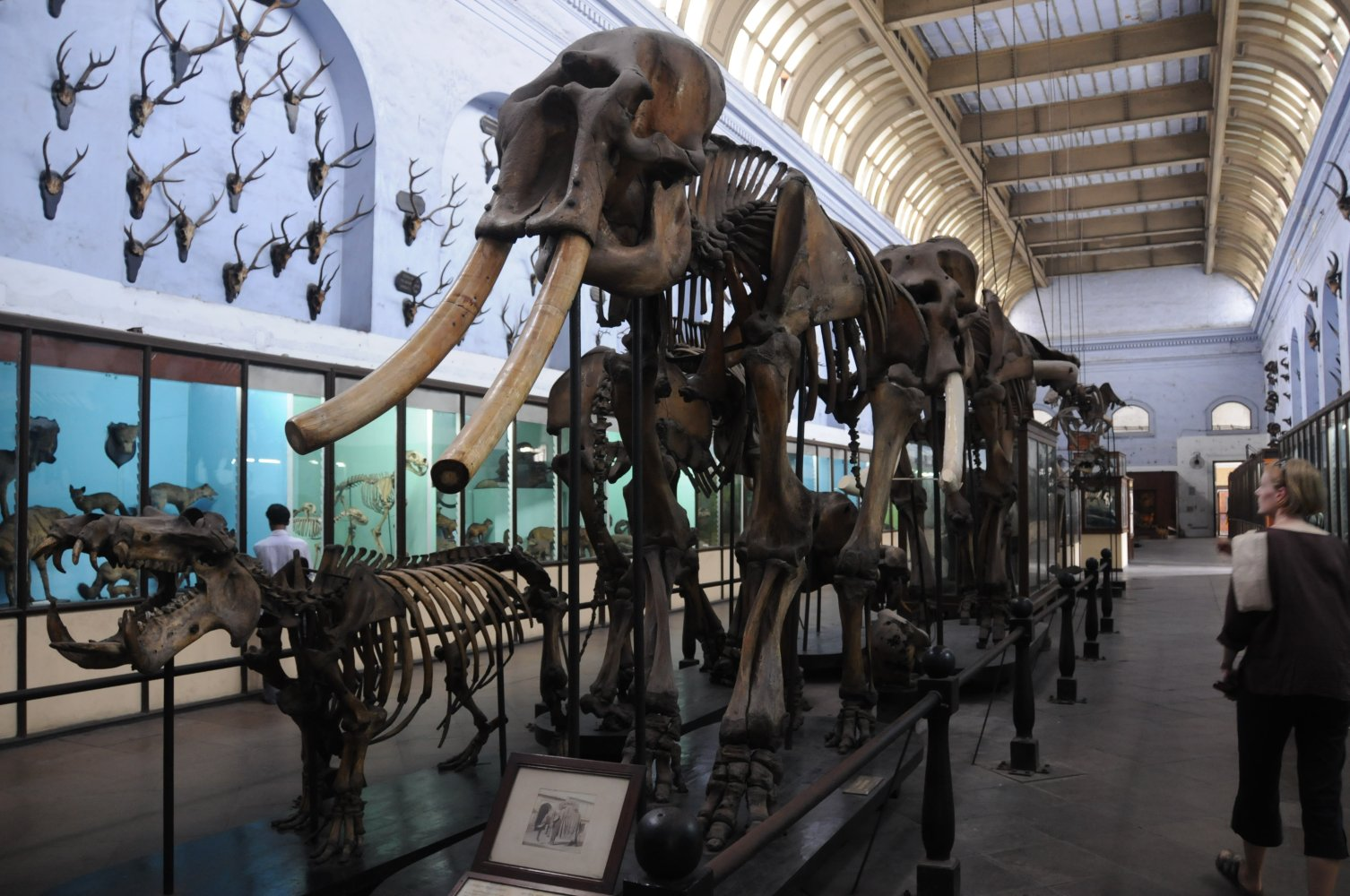
هيكل لفيل معروض بالمتحف
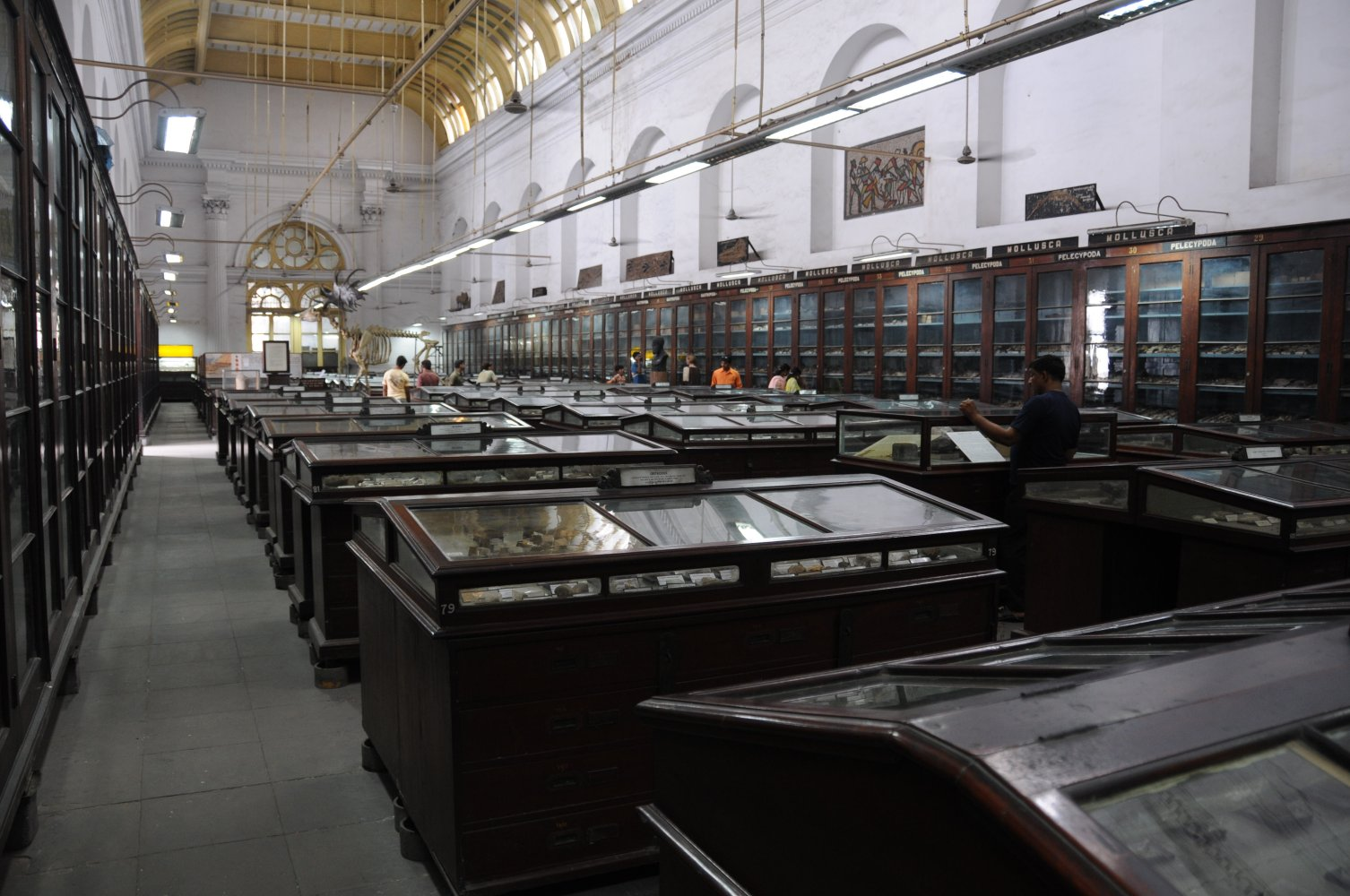
مجموعة من الأحافير المعروضة
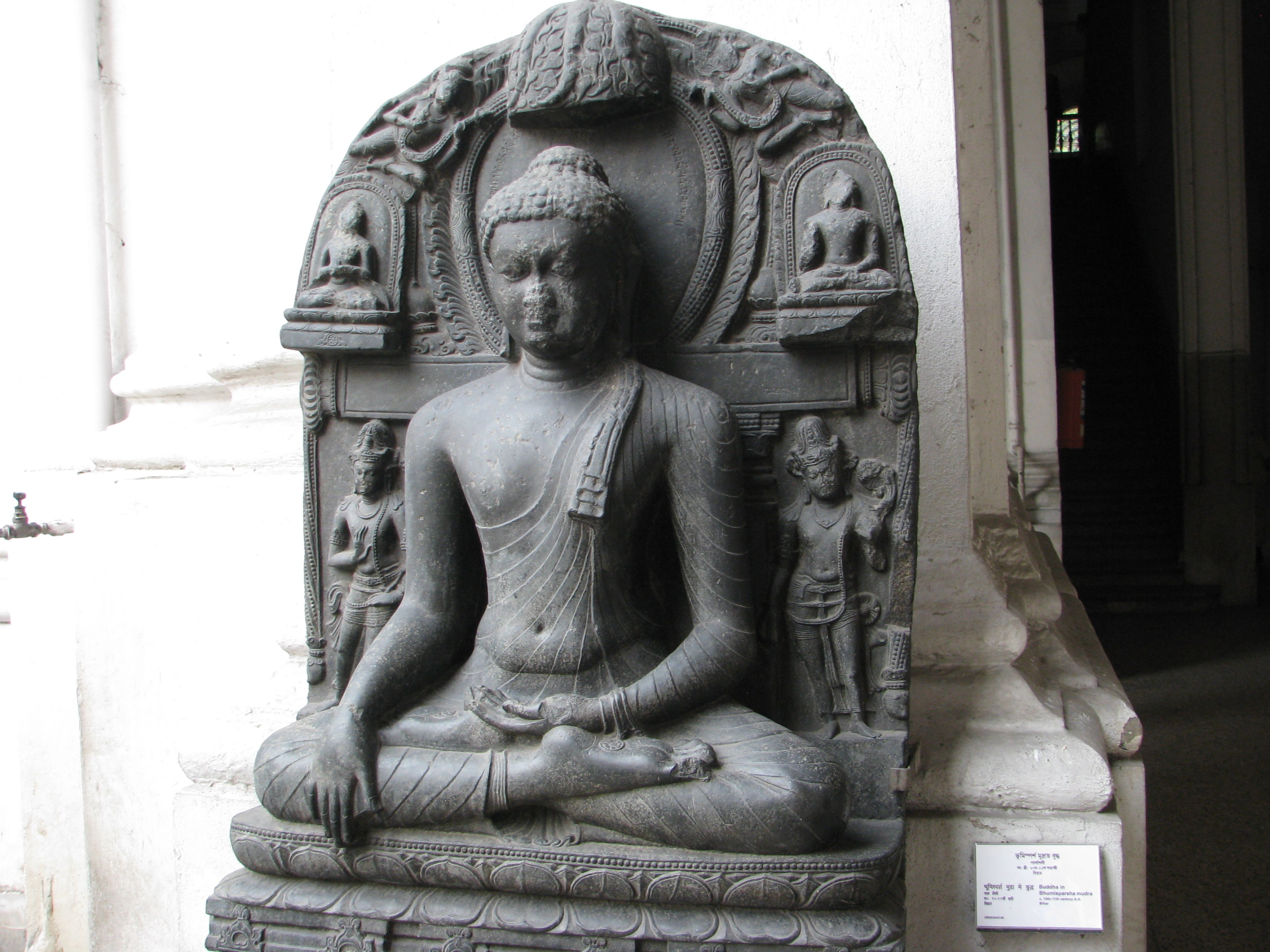
تمثال بودا
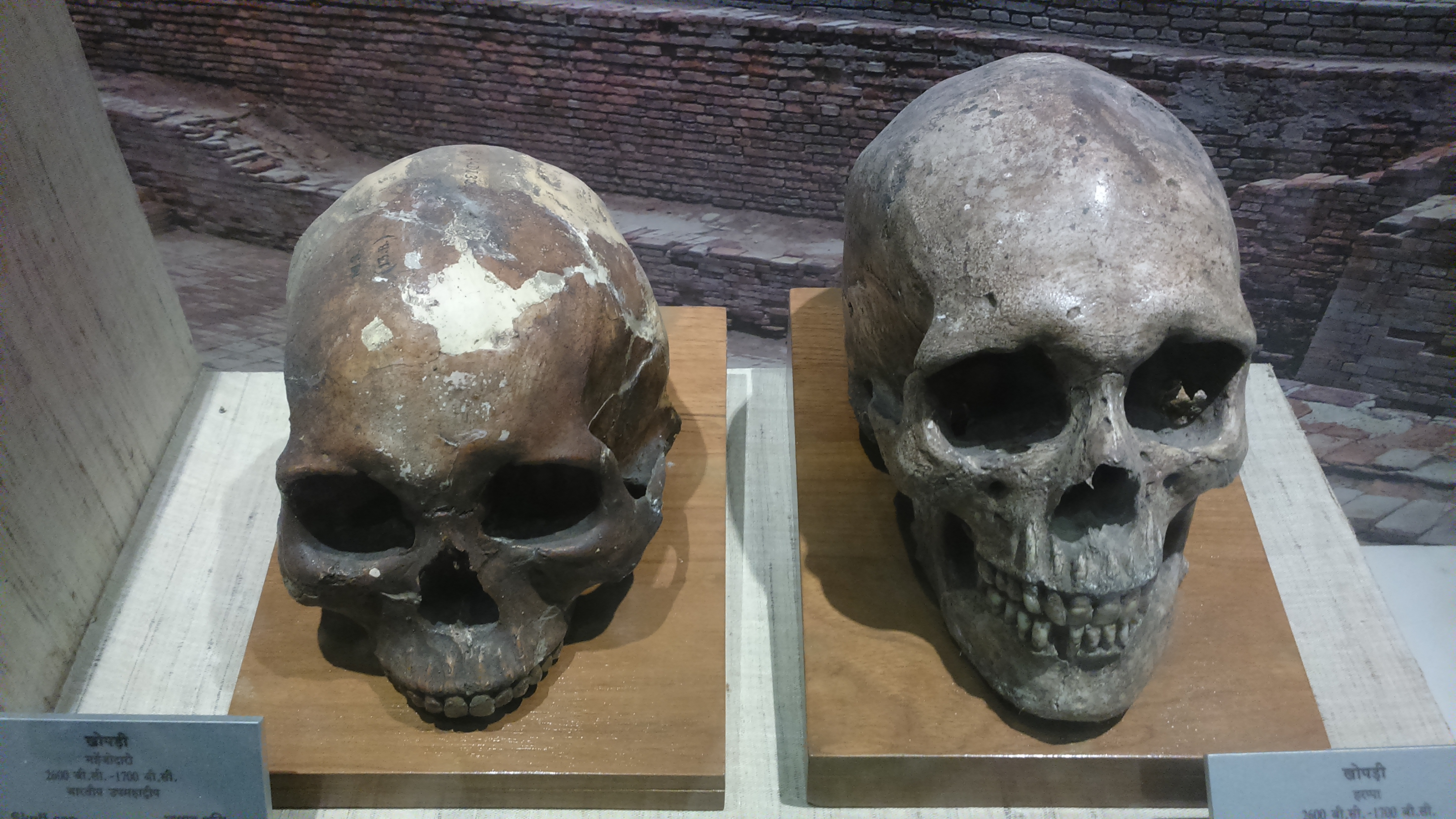
جمجمة تعود لسكان وادي اندوس
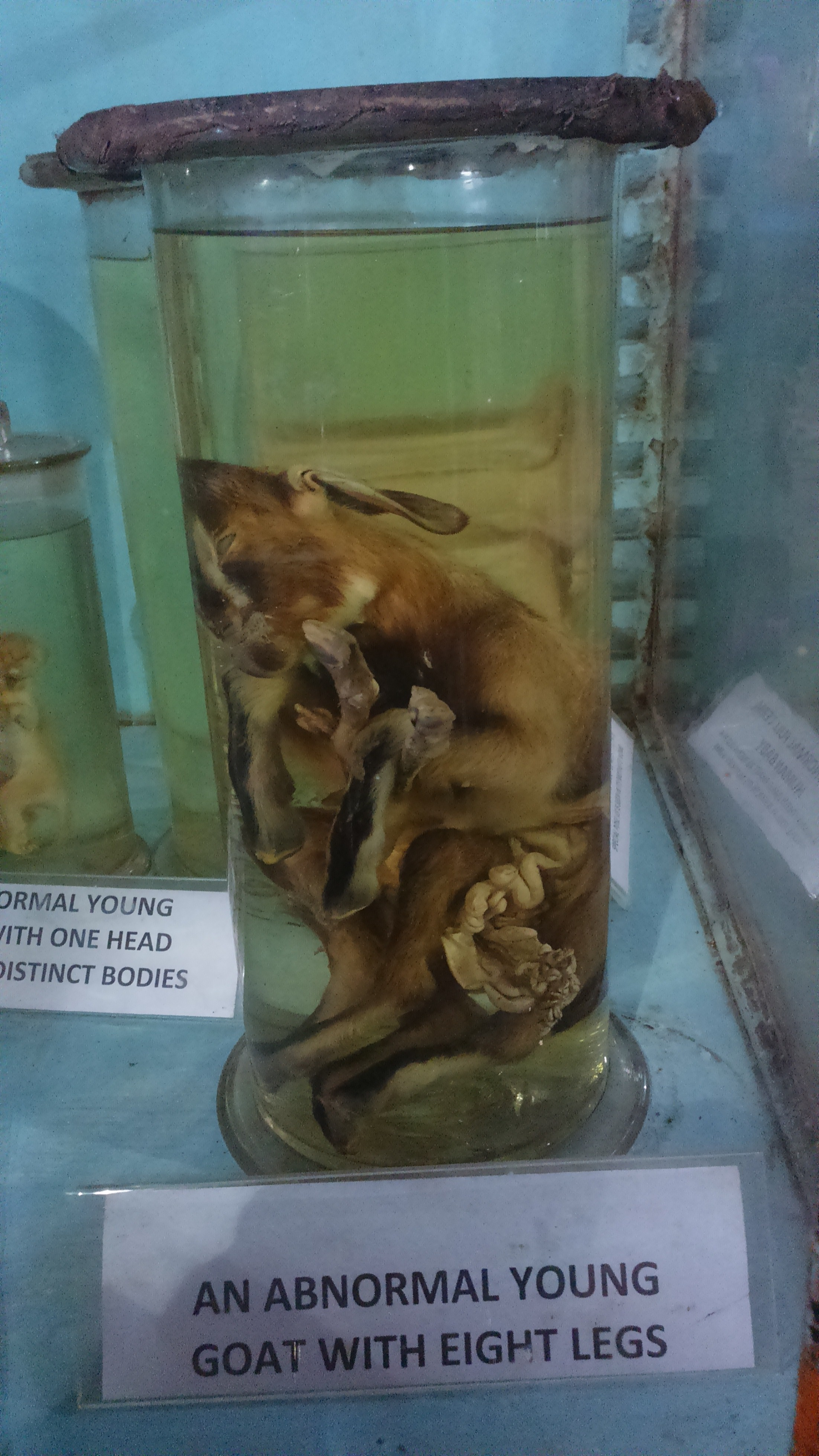
جثة ماعز يافع بثمانية أرجل

## روابط خارجية
- الموقع الرسمي للمتحف
- تاريخ المتحف الهندي
- المتحف يكمل عامه ال200-شاكونت باندي